# Primavera (Fiori e Lauri)
La Primavera di Mario de' Fiori e Filippo Lauri è un dipinto che fa parte della serie Le Quattro Stagioni e che si conserva a palazzo Chigi di Ariccia.

## Descrizione
Questa serie di dipinti fu commissionata da Flavio Chigi due anni dopo essere stato nominato cardinale da papa Alessandro VII nel concistoro del 9 aprile 1657. I quattro dipinti delle stagioni - tutti della stessa misura e con identica cornice - si trovano oggi nello stesso luogo per il quale furono concepiti e realizzati, cioè in una sala di palazzo Chigi di Ariccia. Flavio Chigi affidò a Mario de' Fiori (Mario Luzzi) la programmazione del complesso lavoroː a Luzzi era riservata la realizzazione della parte decorativa floreale, mentre ad altri quattro pittori erano commissionate le figure. 
I dipinti furono quindi creati in due fasi distinte: prima le figure allegoriche - tra le quali ampi spazi furono lasciati vuoti - poi l'intervento conclusivo di Mario de' Fiori.
Per La Primavera collaborò Filippo Lauri, per L'Estate Carlo Maratta, per L'Autunno Giacinto Brandi e per L'Inverno Bernardino Mei.

### La documentazione
Nell'Archivio Chigi esiste questa memoria dei pagamenti, in data 24 dicembre 1659, comprensiva delle Quattro Stagioni e di un ritratto di Luzzi, ripreso da Giovanni Maria Morandi mentre dipinge un trofeo di fiori:
«Il S. Mario ha fatto per serv, et ord. di S. Em.za cinque pezzi di quadri p.mi 9 e 6, cioè uno con il suo ritratto che dipinge fiori, et nelli altri quattro le quattro stagioni - nella Primavera ha dipinto le figure Filippo Lauri pag.to sc. 60 - nell'Estate ha dipinto le figure Carlo Maratta pagato da sua Em.za - nell'Autunno ha dipinto le fig. Giacinto Brandi da pagarsi da sua Em.za - nell'Inverno ha dipinto le figure il S. Bernardino Mei da pagarsi da S. Em.za - nel quadro del ritratto fatto da Gio Ma. Morandi pagato dal Mario sc. 50.»
Non sappiamo quanto e quando fu pagato Mario de' Fiori, ma conosciamo l'importo del pagamento fatto a Filippo Lauriː 60 scudi.

### La Primavera
Filippo Lauri trovò un accordo con Mario de' Fiori che in particolare in questo dipinto aveva bisogno di ampio margine, per inserire le sue fastose e complesse decorazioni florali, con tutte le sfumature che la natura possiede. Il naturalismo caravaggesco tocca in questo dipinto i vertici del barocco romano, inteso come compromesso tra classicismo delle figure e ricchezza della decorazione. La Flora di Lauri è adagiata nella posa sensuale, ma armonica di una giovane dea e i suoi putti sollevano con delicatezza la ricca trama floreale dipinta da Mario Luzzi. Alle spalle di Flora si eleva una barocca e festosa, eppure leggera composizione di fiori, di foglie e di frutti. Occhieggia sullo sfondo un sereno paesaggio acquatico, sotto un cielo terso e lucente.

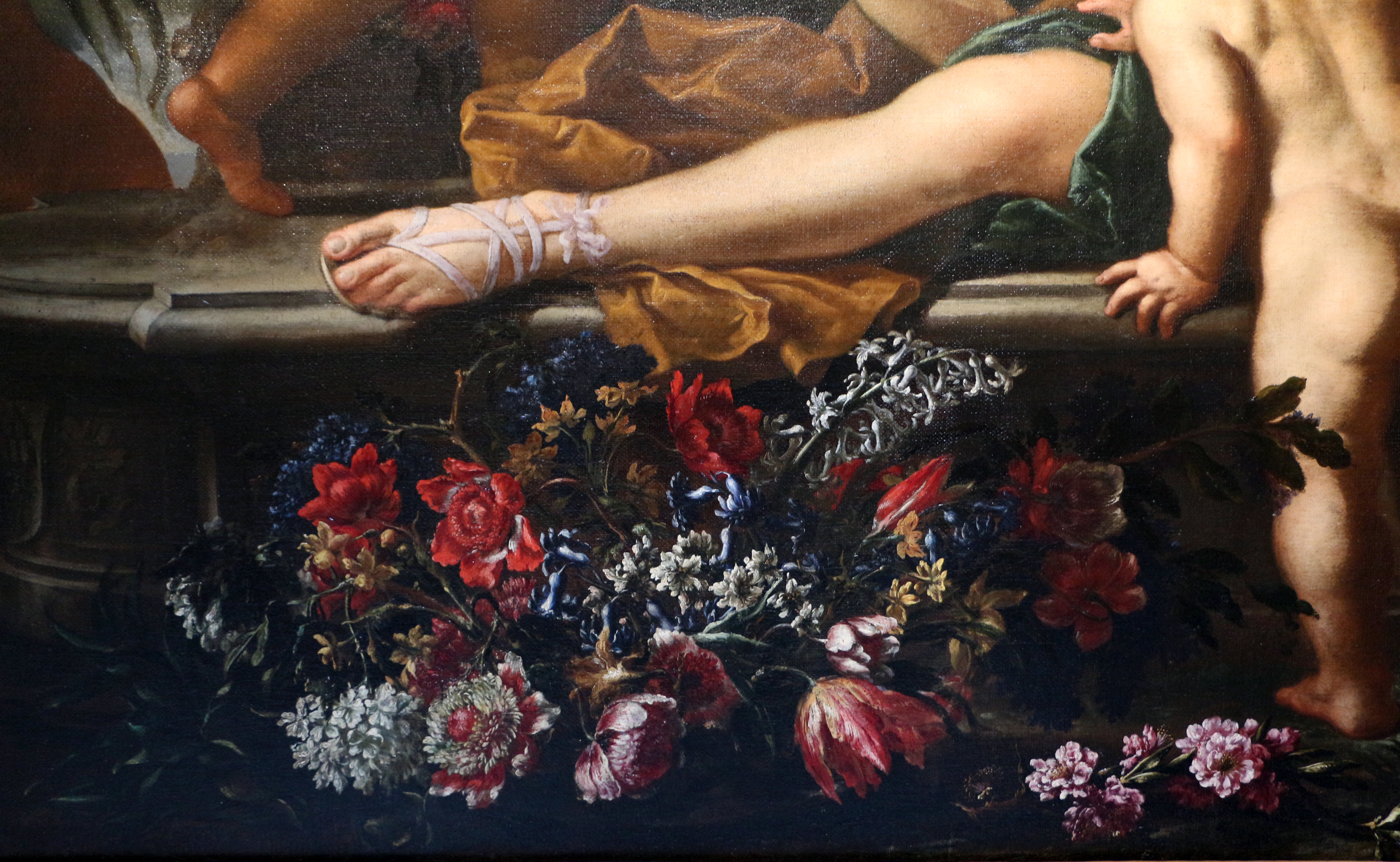
Mario Nuzzi e Filippo Lauri, La primavera (Ariccia, palazzo Chigi) part.

Filippo Lauri - nome italianizzato, poiché era figlio del pittore fiammingo Balthasar Lawers (Anversa 1578-Roma 1645), italianizzato in Baldassarre Lauri e la cui figlia Brigida aveva sposato nel 1642 in seconde nozze Angelo Caroselli - era quindi cognato del pittore Caroselli ed aveva partecipato alla decorazione ad affresco della Galleria del Quirinale, sotto la direzione di Pietro da Cortona. Nella sua Flora, dai tratti limpidi e morbidi, si avvertono influssi del classicismo bolognese, mentre la minuzia dei particolari e la freschezza degli incarnati derivano dalla lezione della pittura fiamminga.